# Keira Walsh
Keira Walsh (Rochdale, 4 aprile 1997) è una calciatrice inglese, centrocampista del Chelsea e della nazionale inglese.

## Carriera

### Club
Walsh inizia la carriera nel Blackburn Rovers, dove nel Centre of Excellence della società di Blackburn affina le proprie caratteristiche di gioco dal 2008. Rimane con le Rovers fino al suo trasferimento al Manchester City, giocando nelle sue formazioni giovanili  e disputando nel 2013, la finale di FA Girls' Youth Cup contro l'Arsenal.

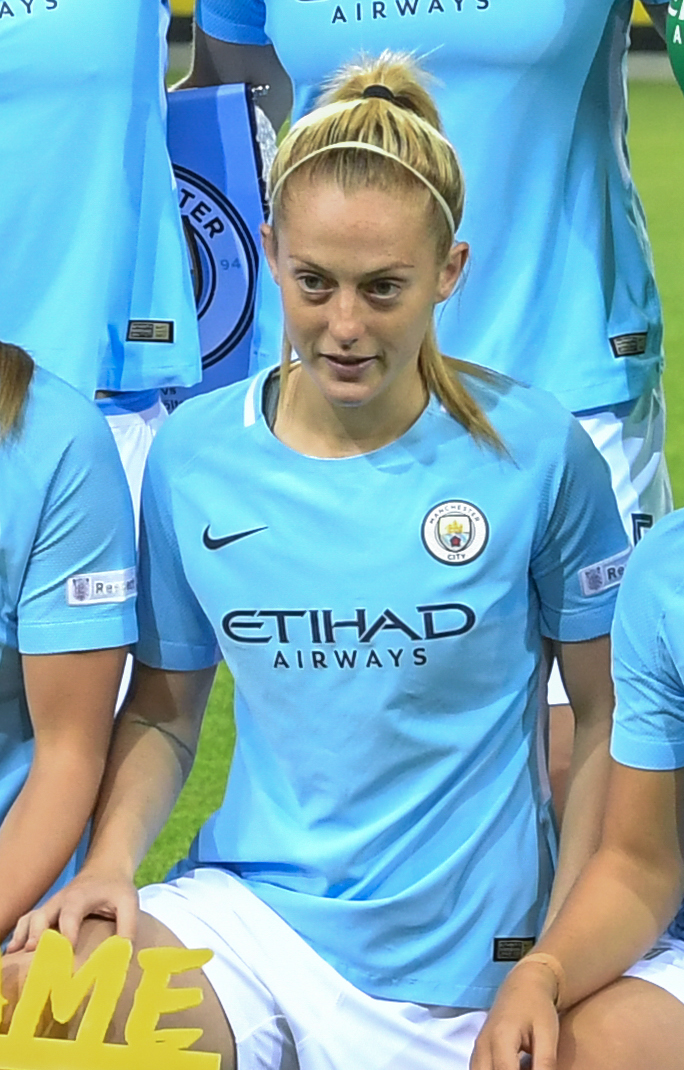
Walsh con la maglia del nel 2017.

Inizialmente impiegata nelle competizioni giovanili, Walsh viene inserita in rosa, pur come riserva, con la squadra titolare, facendo il suo debutto in WSL 1 il 17 luglio 2014, nell'incontro vinto 1-0 sul Notts County. Grazie al suo importante apporto nel corso dell'edizione 2014 della FA Women's League Cup, la prima a cui accede nella sia storia sportiva e che il Manchester City vince battendo in finale l'Arsenal per 1-0, Walsh diventa titolare prima della fine della stagione, terminata al quinto posto in campionato e ai quarti di finale in FA Women's Cup.
Nel giugno 2015 sottoscrive con il club il suo primo contratto senior, condividendo con le compagne il secondo posto ottenuto in campionato a soli due punti dal Chelsea, risultato che consente al Manchester City l'accesso alla UEFA Women's Champions League per la prima volta.
L'anno successivo Walsh festeggia con le compagne una stagione di primo livello, conquistando il double campionato-FA WSL Cup e facendo il suo debutto nell'edizione 2016-2017 della Women's Champions League, siglando la sua prima rete nel torneo il 9 novembre 2016, quella che al 74' fissa il risultato sull'1-0 nell'incontro di andata degli ottavi di finale sulle danesi del Brøndby. Due giorni più tardi firma con il City l'estensione del contratto. In Champions League, dopo aver eliminato ai quarti l'altra squadra danese nel torneo, il Fortuna Hjørring, la squadra prosegue il suo cammino fino alle semifinali dove trova le campionesse in carica dell'Olympique Lione, e benché Walsh e compagne riescano a vincere 1-0 in casa delle francesi non riescono ad accedere alla finale per la sconfitta all'andata per 3-1.
Dopo otto anni passati al Manchestery City, nell'estate 2022 si è trasferita in Spagna, al Barcellona. Al primo anno in Catalogna ha vinto il titolo di campione di Spagna e la UEFA Women's Champions League; il secondo anno ha bissato sia il campionato che la champion's league. 
A gennaio 2025 si è trasferita di nuovo in Inghilterra, questa volta al Chelsea.

### Nazionale
Walsh inizia ad essere convocata dalla Federcalcio inglese (The FA) per indossare le maglie delle nazionali giovanili fin dal 2010, inizialmente nella formazione under 15, con la quale disputa un due anni 4 incontri, per passare nel 2013 alla under 17, inserita in rosa dal tecnico Lois Fidler, con la quale debutta il 26 novembre 2013, in occasione dell'Europeo casalingo 2014, nel primo incontro della fase a gironi perso 1-0 le pari età della Italia. Durante il torneo, che in realtà si svolge prima del termine dell'anno per poter determinare con sufficiente anticipo le squadre della zona UEFA che potranno accedere al Mondiale della Costa Rica 2014, Walsh condivide con le compagne il percorso dell'Inghilterra giocando quattro dei cinque incontri della sua nazionale, classificata al secondo posto del gruppo A durante la fase a gironi, battute solo dalle italiane, trovare in semifinale la Spagna, che la supera per 3-0, unico incontro in cui non viene utilizzata, e viene nuovamente superata dall'Italia nella finalina solo ai tiri di rigore, dopo che i tempi regolamentari si erano chiusi a reti inviolate, fallendo così l'accesso alla fase finale.

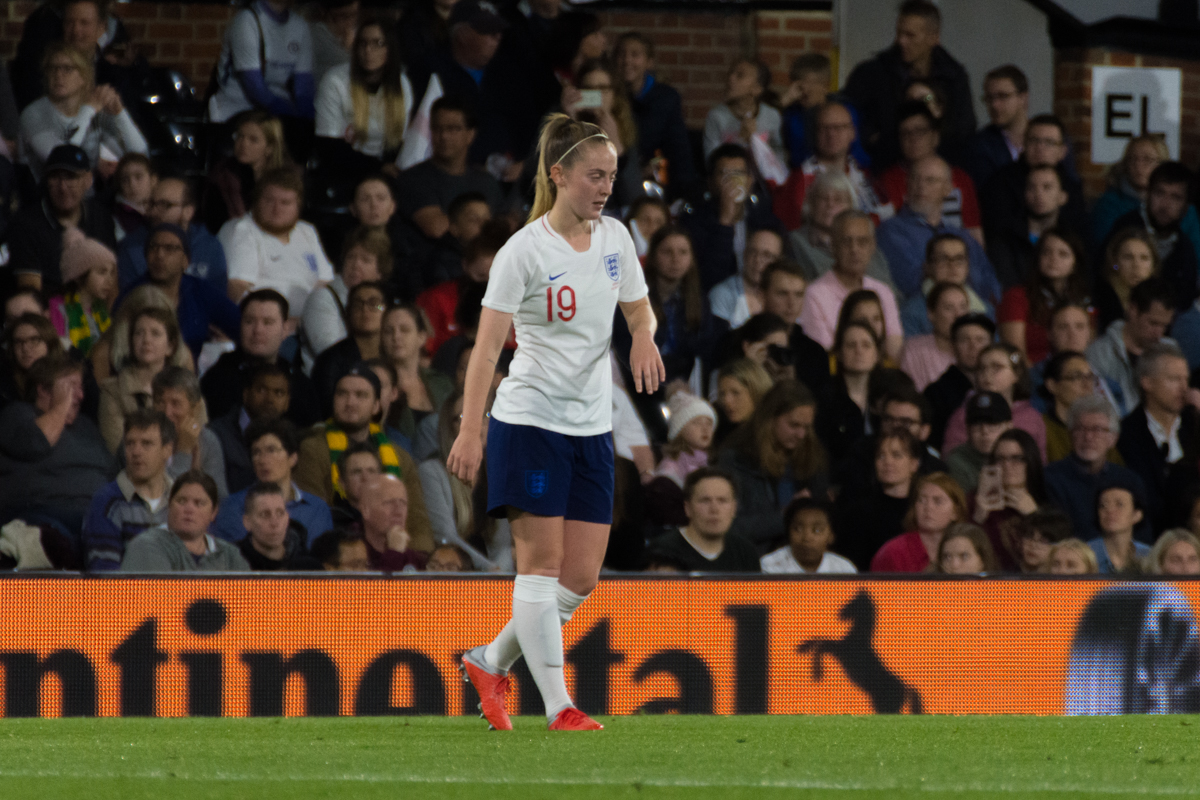
Walsh con la maglia della nazionale maggiore nell'ottobre 2018.

Dal 2017 è inserita in rosa con la formazione under 23, anno in cui, a novembre, arriva anche la sua prima convocazione nella nazionale maggiore. Il Commissario tecnico Phil Neville la chiama per le edizioni 2018 e 2019 della SheBelieves Cup, impiegandola in entrambe in tutti i tre incontri disputati dalla sua nazionale, cogliendo un secondo posto nella prima e vincendo il primo trofeo nella seconda. In rosa anche con la squadra che affronta le qualificazioni al Mondiale di Francia 2019, disputa quattro incontri del gruppo 1, con l'Inghilterra che chiude il suo girone al primo posto e ottiene così direttamente l'accesso al suo quinto Mondiale.
Inserita nella lista delle 23 calciatrici convocate al Mondiale da Neville, Walsh condivide con le compagne il percorso che vede l'Inghilterra chiudere al primo posto e imbattuta il gruppo D nella fase a gironi, superare in seguito prima il Camerun per 3-0 agli ottavi di finale, poi la Norvegia ai quarti con identico risultato e perdere 2-1 la semifinale con le campionesse del Mondo in carica degli Stati Uniti.
Vince poi con la nazionale i campionati europei del 2022: al termine della finale contro la Germania, in cui gioca tutti i 120 minuti, è nominata "player of the match" (uomo-partita), con la seguente motivazione: «La Walsh ha assicurato l'equilibrio della squadra per tutta la partita. È stata il collegamento continuo fra la difesa e l'attacco. Perde difficilmente la palla e quando la recupera trova lo spazio per lanciare efficacemente il gioco in avanti mantenendo il possesso di palla»  (comitato UEFA degli osservatori tecnici).
Nei successivi mondiali 2023 in Australia e Nuova Zelanda, gioca da titolare la prima partite del girone vinta 1-0 contro Haiti, ma contro la Danimarca è costretta ad uscire al 38' minuto sul punteggio di 1-0 (che sarà poi il risultato finale) e salta l'ultima partita contro la Cina (vinta 6-1). Rientra negli ottavi contro la Nigeria, uscendo solo all'ultimo minuto dei supplementari, terminati 0-0 e che l'Inghilterra vince ai tiri di rigore; gioca quindi interamente tutte le partite seguenti: i quarti contro la Colombia, vinti 2-1, la semifinale contro l'Australia, vinta 3-1, e la finale contro la Spagna, che però l'Inghilterra perde 1-0.
Nel successivo Europeo del 2025 in Svizzera è di nuovo titolare nella prima partita del girone, contro la Francia, persa 2-1 ma in cui è la marcatrice dell'Inghilterra, nella seconda contro i Paesi Bassi, vinta 4-0 e nella terza contro il Galles, vinta 6-1 e in cui la Walsh è player of the match. Nei quarti di finale contro la Svezia gioca fino al 14' dei supplementari, quando il punteggio è sul 2-2; l'Inghilterra passerà il turno ai rigori. Anche nella semifinale contro l'Italia la Walsh è sostituita, all'inizio del secondo tempo supplementare per una compagna più fresca, ma questo non le impedisce di essere proclamata ancora una volta player of the match; dopo l'1-1 dei tempi regolamentari, l'Inghilterra vince 2-1 con un gol al 119'. La finale è la rivincita dei mondiali di due anni prima, con l'Inghilterra che stavolta pareggia 1-1 e vince ai rigori contro la Spagna; anche stavolta la Walsh gioca l'intera partita. Il suo bilancio personale è quindi di 6 partite su 6 giocate da titolare, per un totale di 599 minuti (99,84 a partita), un gol fatto, passaggi precisi per l'82,67%, nessun cartellino e due volte player of the match.

## Vita privata
Ha avuto, dal 2015 al 2023, una relazione con la compagna di squadra citizen e blaugrana Lucy Bronze.
Leah Williamson, capitana della nazionale e sua amica d'infanzia, alla richiesta di definirla ha affermato, senza esitazione: «Intelligente. Molto intelligente e acuta».

## Statistiche

### Presenze e reti nei club
Statistiche aggiornate al 30 giugno 2025.
| Stagione               | Squadra                | Campionato             | Campionato | Campionato | Coppe nazionali | Coppe nazionali | Coppe nazionali | Coppe internazionali | Coppe internazionali | Coppe internazionali | Altre coppe | Altre coppe | Altre coppe | Totale | Totale |
| Stagione               | Squadra                | Comp                   | Pres       | Reti       | Comp            | Pres            | Reti            | Comp                 | Pres                 | Reti                 | Comp        | Pres        | Reti        | Pres   | Reti   |
| ---------------------- | ---------------------- | ---------------------- | ---------- | ---------- | --------------- | --------------- | --------------- | -------------------- | -------------------- | -------------------- | ----------- | ----------- | ----------- | ------ | ------ |
| 2013-2014              | Blackburn Rovers       | WPLN                   | 10         | 3          | CI              | 1               | 0               | -                    | -                    | -                    | WLC+LWCC    | 0+1         | 0+0         | 12     | 3      |
| 2014                   | Manchester City        | WSL1                   | 7          | 0          | CI              | 0               | 0               | -                    | -                    | -                    | CI          | 1           | 0           | 9      | 0      |
| 2015                   | Manchester City        | WSL1                   | 6          | 0          | CI              | 1               | 0               | -                    | -                    | -                    | CI          | 4           | 0           | 11     | 0      |
| 2016                   | Manchester City        | WSL1                   | 8          | 0          | CI              | 0               | 0               | WCL                  | 4                    | 1                    | WLC         | 4           | 0           | 16     | 1      |
| 2017                   | Manchester City        | WSL1                   | 8          | 0          | CI              | 4               | 0               | WCL                  | 4                    | 0                    | -           | -           | -           | 16     | 0      |
| 2017-2018              | Manchester City        | WSL1                   | 18         | 0          | CI              | 3               | 0               | WCL                  | 8                    | 0                    | WLC         | 7           | 0           | 36     | 0      |
| 2018-2019              | Manchester City        | WSL                    | 19         | 1          | CI              | 5               | 1               | WCL                  | 2                    | 0                    | WLC         | 7           | 0           | 33     | 2      |
| 2019-2020              | Manchester City        | WSL                    | 14         | 2          | CI              | 5               | 0               | WCL                  | 4                    | 0                    | WLC         | 5           | 0           | 28     | 2      |
| 2020-2021              | Manchester City        | WSL                    | 20         | 2          | CI              | 4               | 0               | WCL                  | 5                    | 0                    | WLC+CS      | 3+1         | 0+0         | 33     | 2      |
| 2021-2022              | Manchester City        | WSL                    | 18         | 1          | CI              | 4               | 0               | WCL                  | 0                    | 0                    | WLC         | 6           | 0           | 28     | 1      |
| 2022-2023              | Manchester City        | WSL                    | 0          | 0          | CI              | 0               | 0               | WCL                  | 2                    | 0                    | WLC         | -           | -           | 2      | 0      |
| Totale Manchester City | Totale Manchester City | Totale Manchester City | 118        | 6          | -               | 26              | 1               | -                    | 29                   | 1                    | -           | 37          | 0           | 100    | 6      |
| 2022-2023              | Barcellona             | PD                     | 26         | 1          | CR              | 1               | 0               | UWCL                 | 9                    | 0                    | SS          | 2           | 0           | 38     | 1      |
| 2023-2024              | Barcellona             | PD                     | 23         | 1          | CR              | 3               | 0               | UWCL                 | 11                   | 1                    | SS          | 2           | 0           | 39     | 2      |
| lug.-dic. 2024         | Barcellona             | PD                     | 15         | 2          | CR              | 1               | 0               | UWCL                 | 5                    | 1                    | CC+SS       | 0+2         | 0           | 23     | 3      |
| Totale Barcellona      | Totale Barcellona      | Totale Barcellona      | 64         | 4          | -               | 5               | 0               | -                    | 25                   | 2                    | -           | 6           | 0           | 100    | 6      |
| gen.-giu. 2025         | Chelsea                | WSL                    | 7          | 0          | CI              | 3               | 0               | UWCL                 | 4                    | 0                    | WLC         | 1           | 0           | 15     | 0      |
| 2025-2026              | Chelsea                | WSL                    | -          | -          | CI              | -               | -               | UWCL                 | -                    | -                    | WLC         | -           | -           | -      | -      |
| Totale Chelsea         | Totale Chelsea         | Totale Chelsea         | 7          | 0          | -               | 3               | 0               | -                    | 4                    | 0                    | -           | 1           | 0           | 15     | 0      |
| Totale carriera        | Totale carriera        | Totale carriera        | 132        | 0          | -               | 31              | 0               | -                    | 36                   | 0                    | -           | 4           | 0           | 203    | 0      |

## Palmarès

### Club

#### Competizioni nazionali
- FA Women's League Cup: 4

Manchester City: 2014, 2016, 2018-2019, 2021-2022
- Campionato inglese: 1

Manchester City: 2016
- Women's FA Cup: 3

Manchester City: 2016-2017, 2018-2019, 2019-2020
- Supercoppa spagnola: 3

Barcellona: 2023, 2024, 2025
- Coppa della Regina: 1

Barcellona: 2023-2024
- Campionato spagnolo: 2

Barcellona: 2022-2023, 2023-2024

#### Competizioni internazionali
- UEFA Women's Champions League: 2

Barcellona: 2022-2023, 2023-2024

### Nazionale
- SheBelieves Cup: 1

2019
- Campionato d'Europa: 2

2022, 2025
- Finalissima: 1

2023